# DDR-Mannschaftsmeisterschaft im Schach 1987
Bei der DDR-Mannschaftsmeisterschaft im Schach 1987 gewann Halle-Neustadt das elfte Mal die DDR-Mannschaftsmeisterschaft.
Gespielt wurde ein Rundenturnier nach Scheveninger System, wobei jede Mannschaft gegen jede andere jeweils vier Mannschaftskämpfe an acht Brettern austrug. Insgesamt waren es 112 Mannschaftskämpfe, also 896 Partien.

## DDR-Mannschaftsmeisterschaft  1987

### Kreuztabelle der Oberliga (Rangliste)
|   | Verein                 | 1    | 2    | 3    | 4    | 5    | 6    | 7    | 8    | Punkte   |
| - | ---------------------- | ---- | ---- | ---- | ---- | ---- | ---- | ---- | ---- | -------- |
| 1 | Buna Halle-Neustadt    |      | 18,5 | 17,5 | 18,5 | 16,5 | 17,5 | 21,0 | 21,0 | 130,5    |
| 2 | Empor HO Berlin        | 13,5 |      | 11,0 | 23,0 | 18,0 | 20,5 | 20,5 | 19,0 | 125,5    |
| 3 | Baukombinat Leipzig    | 14,5 | 21,0 |      | 18,0 | 16,0 | 22,5 | 21,5 | 18,5 | 120,5 *) |
| 4 | AdW Berlin             | 13,5 | 09,0 | 14,0 |      | 18,0 | 15,5 | 20,0 | 19,0 | 109,0    |
| 5 | Mikroelektronik Erfurt | 15,5 | 14,0 | 16,0 | 14,0 |      | 14,5 | 15,5 | 17,5 | 107,0    |
| 6 | Post Dresden           | 14,5 | 11,5 | 09,5 | 16,5 | 17,5 |      | 15,0 | 18,0 | 102,5    |
| 7 | Lok Leipzig-Mitte      | 11,0 | 11,5 | 10,5 | 12,0 | 16,5 | 17,0 |      | 17,0 | 095,5    |
| 8 | Rotation Berlin        | 11,0 | 13,0 | 13,5 | 13,0 | 14,5 | 14,0 | 15,0 |      | 094,0    |

Anmerkung *): BK Leipzig 11,5 Punkte Abzug im Endstand berücksichtigt (nicht genehmigte Verlegung eines Kampfes).

### Beste Einzelresultate
Oberhaus (Bretter 1 bis 4, mindestens 15 Partien)
| Spieler          | Verein     | Prozent |
| ---------------- | ---------- | ------- |
| Rainer Knaak     | BK Leipzig | 87,5    |
| Uwe Bönsch       | Halle      | 70,0    |
| Thomas Pähtz     | Erfurt     | 65,0    |
| Lothar Vogt      | BK Leipzig | 63,6    |
| Gernot Gauglitz  | Dresden    | 63,6    |
| Wolfgang Uhlmann | Dresden    | 63,3    |

Unterhaus (Bretter 5 bis 8)
| Spieler           | Verein          | Prozent |
| ----------------- | --------------- | ------- |
| Alexander Okrajek | Empor Berlin    | 68,5    |
| Morten Weyrich    | Empor Berlin    | 66,7    |
| Heinz Liebert     | Halle           | 66,1    |
| Jürgen Lisek      | Rotation Berlin | 63,5    |

### Die Meistermannschaft
| 1.            | Halle-Neustadt |
| Schachfiguren | Uwe Bönsch, Lutz Espig, Artur Hennings, Peters Enders, Heinz Liebert, Jürgen Mädler, Jens Lang, Anton Csultis, Burkhard Malich, Wolfram Dietze, Michael Becker |

### DDR-Liga
| Platz | Verein                    | Punkte |
| ----- | ------------------------- | ------ |
| 01    | Empor HO Berlin II        | 96,5   |
| 02    | AdW Berlin II             | 87,0   |
| 03    | Empor Potsdam             | 85,5   |
| 04    | Rotation Berlin II        | 82,0   |
| 05    | Lok Schwerin              | 80,0   |
| 06    | Lok Rostock               | 71,5   |
| 07    | Schifffahrt/Hafen Rostock | 71,0   |
| 08    | Lok Stralsund             | 66,5   |
| 09    | Aufbau Teterow            | 44,5   |
| 10    | Veritas Wittenberge       | 35,5   |

| Platz | Verein                 | Punkte |
| ----- | ---------------------- | ------ |
| 01    | TH Magdeburg           | 98,5   |
| 02    | Lok Brandenburg        | 84,0   |
| 03    | Dynamo Potsdam         | 84,0   |
| 04    | Buna Halle-Neustadt II | 79,5   |
| 05    | Aufbau Börde Magdeburg | 75,5   |
| 06    | Lok Stahlbau Dessau    | 74,0   |
| 07    | Empor Potsdam II       | 71,0   |
| 08    | Post Berlin            | 64,0   |
| 09    | Motor Schönebeck       | 46,0   |
| 10    | Lok Stralsund II       | 41,0   |

| Platz | Verein                       | Punkte |
| ----- | ---------------------------- | ------ |
| 01    | Greika Greiz                 | 90,0   |
| 02    | Motor Leipzig-Lindenau       | 87,5   |
| 03    | Chemie Lützkendorf           | 82,5   |
| 04    | Carl Zeiss Jena              | 82,0   |
| 05    | Mikroelektronik Erfurt II    | 80,5   |
| 06    | Motor Suhl                   | 77,0   |
| 07    | Motor Nordhausen             | 69,5   |
| 08    | Baukombinat Leipzig II       | 68,0   |
| 09    | Fortschritt Gera-Liebschwitz | 49,0   |
| 10    | Einheit Bad Salzungen        | 34,0   |

| Platz | Verein                    | Punkte |
| ----- | ------------------------- | ------ |
| 01    | Lok Karl-Marx-Stadt       | 101,5  |
| 02    | Lok Leipzig-Mitte II      | 076,0  |
| 03    | WBK 67 Halle-Neustadt     | 075,5  |
| 04    | Fortschritt Plauen        | 072,5  |
| 05    | Motor Gohlis Nord Leipzig | 071,5  |
| 06    | Lok Gera                  | 070,0  |
| 07    | Wismut Aue                | 069,5  |
| 08    | Aufbau Bernburg           | 069,0  |
| 09    | Aktivist Oelsnitz         | 064,5  |
| 10    | Einheit Freiberg          | 050,0  |

| Platz | Verein                              | Punkte |
| ----- | ----------------------------------- | ------ |
| 01    | Mikroelektronik Dresden             | 81,0   |
| 02    | Lok Dresden                         | 77,5   |
| 03    | Lok Cottbus                         | 76,5   |
| 04    | Aktivist Schwarze Pumpe Hoyerswerda | 76,5   |
| 05    | Post Dresden II                     | 73,5   |
| 06    | Halbleiterwerk Frankfurt            | 71,5   |
| 07    | Fortschritt Cottbus                 | 69,5   |
| 08    | Aktivist Brieske-Senftenberg        | 67,5   |
| 09    | Fortschritt Nord Forst              | 67,0   |
| 10    | Pneumant Fürstenwalde               | 59,5   |

### Aufstiegsspiele zur Oberliga
1. Runde
- Lok Karl-Marx-Stadt – TH Magdeburg 10:6
- Dreierrunde: 1. Empor HO Berlin II 12 – 2. Greika Greiz 7 – 3. Mikroelektronik Dresden 5

Finale
- Lok Karl-Marx-Stadt – Empor HO Berlin II 10½:5½

## DDR-Mannschaftsmeisterschaft der Frauen 1987

### Oberliga
| Platz | Verein                    | Punkte |
| ----- | ------------------------- | ------ |
| 1     | Buna Halle-Neustadt       | 59,5   |
| 2     | Motor Leipzig-Lindenau    | 52,0   |
| 3     | AdW Berlin                | 49,0   |
| 4     | Motor Gohlis Nord Leipzig | 41,5   |
| 5     | Motor Weimar              | 39,0   |
| 6     | Chemie Guben              | 39,0   |
| 7     | TH Magdeburg              | 32,5   |
| 8     | Chemie IW Ilmenau         | 23,5   |

### DDR-Liga
| Platz | Verein               | Punkte |
| ----- | -------------------- | ------ |
| 1     | Rotation Berlin      | 40,5   |
| 2     | PH Potsdam           | 36,5   |
| 3     | WBK Berlin           | 32,5   |
| 4     | Medizin Görlitz      | 24,5   |
| 5     | Rotation Schwedt     | 24,0   |
| 6     | Chemie Buna Schkopau | 22,0   |

| Platz | Verein                    | Punkte |
| ----- | ------------------------- | ------ |
| 1     | Post Dresden              | 46,5   |
| 2     | Metall Gera               | 33,5   |
| 3     | Motor Leipzig-Lindenau II | 31,5   |
| 4     | Lok Karl-Marx-Stadt       | 26,0   |
| 5     | Motor Liebertwolkwitz     | 22,5   |
| 6     | TSG Wittenberg            | 20,0   |

## Jugendmeisterschaften
| Altersklasse       | männlich                | weiblich            |
| ------------------ | ----------------------- | ------------------- |
| Altersklasse 9/10  | Post Dresden            | Buna Halle-Neustadt |
| Altersklasse 11/12 | Stahl Niederschönhausen | Motor Weimar        |
| Altersklasse 13/14 | Post Berlin             | Post Dresden        |
| Altersklasse 15/18 | Post Dresden            | Post Dresden        |